# Gare de Katsuura
Ne doit pas être confondu avec gare de Katsura.
La gare de Katsuura (勝浦駅, Katsuura-eki) est une gare ferroviaire de la ville de Katsuura, dans la préfecture de Chiba au Japon. Elle est exploitée par la compagnie JR East.

## Situation ferroviaire
La gare est située au point kilométrique (PK) 70,9 de la ligne Sotobō.

## Histoire
La gare de Katsuura a ouvert le 20 juin 1913.

## Service des voyageurs

### Accueil
La gare dispose d'un bâtiment voyageurs, avec guichets, ouvert tous les jours.

### Desserte
- Ligne Sotobō :
  - voies 1 à 3 : direction Awa-Kamogawa ou direction Soga, Chiba et Tokyo